# Vrouwenquotum
Een vrouwenquotum is een minimumaantal vrouwen (of een maximumaantal mannen), bijvoorbeeld binnen de topfuncties in bedrijven, organisaties of de politiek, of van wie werk tentoongesteld wordt in musea.

## Doelstelling
Met een quotumregeling in het algemeen wordt een doelstelling vastgelegd, alsmede de procedures die daarbij moeten helpen. Het doel kan bijvoorbeeld zijn minstens 30% vrouwen aan de top van een bedrijf. Bij het inzetten van zo een quotum is het doel om discriminatie, die in het verleden gegroeid is, recht te zetten. Onderdeel van quotumregeling kan een voorkeursregeling zijn. In het geval van een vrouwenquotum houdt dat bijvoorbeeld in dat bij gelijke geschiktheid de voorkeur wordt gegeven aan een vrouw. De voorkeursregeling is nodig omdat de gebruikelijke gang van zaken bij benoemingen is dat bij gelijke geschiktheid juist in veel gevallen een man wordt gekozen.
Een vrouwenquotum is een vorm van positieve discriminatie van vrouwen. Met een vrouwenquotum kan volgens voorstanders (eerder) worden bereikt dat vrouwen het glazen plafond, de onzichtbare barrière die vrouwen zou verhinderen om een topfunctie te bereiken, kunnen doorbreken.
Volgens tegenstanders kan een vrouwenquotum er voor zorgen dat men de indruk zou kunnen hebben dat een aangestelde vrouw niet vanwege haar capaciteiten is benoemd, maar vanwege haar geslacht. Ook kan het er voor zorgen dat iemand die de functie beter zou kunnen vervullen wordt afgewezen op grond van geslacht.
Vrouwenquota nemen de onderliggende oorzaak van de loonkloof tussen mannen en vrouwen niet weg, zoals het vaker kiezen voor parttime-werk en het werken in bepaalde sectoren..

## Kwaliteit van bestuur
Volgens wetenschappelijk onderzoek presteren gemengde teams beter; ze houden elkaar scherp en voorkomen tunnelvisie. De kritische grens daarvoor ligt op minimum 35% vrouwen. Onder die grens domineert de mannelijke cultuur en worden vrouwen als vrouw gezien en boven die grens worden vrouwen als individu gezien.

## Musea
In december 2019 kondigden 3 Nederlandse musea aan enkel nog werken van vrouwelijke kunstenaars aan te kopen, om zo de representatie van vrouwen in hun musea te verbeteren. Het betreft het Van Abbemuseum in Eindhoven, het Museum Arnhem en het Fries Museum. 17 andere musea zeggen naar meer evenwicht in de collectie te streven en 5 musea, waaronder het Rijksmuseum Amsterdam, stelt geen doel voor de aankoop of presentatie van vrouwelijke kunstenaars.
Per museum is ligt het percentage van werken gemaakt door een vrouw gemiddeld op 17%. Bij de tentoongestelde werken ligt dit percentage op 28%.

## Situatie en uitvoering in verschillende landen en regio's

### Europese Unie
De Europese Commissie, en met name commissaris Viviane Reding, deed in december 2012 een voorstel voor een vrouwenquotum in de top van bedrijven. Het Europees Parlement streeft ook naar meer vrouwen in de top van bedrijven. Het EP in Straatsburg ging in november 2013 akkoord met een wetsvoorstel met dit als doel. Deze voorstellen zijn in 2015 nog niet in een Europese richtlijn omgezet. Daarvoor is steun van de Raad van Ministers vereist.

### België
België kent sinds 1994 seksequota in de politiek. Kieslijsten moeten evenveel mannen als vrouwen tellen (pariteit) en op de eerste twee plaatsen moeten personen van verschillend geslacht staan (beperkt ritsprincipe). Regeringen en andere uitvoerende organen mogen niet uit slechts één sekse bestaan. In 2013 werd ook een vrouwenquotum ingevoerd voor de federale topambtenaren, met als doel dat een op de drie overheidsbestuurders vrouw moet zijn. Daarnaast moesten raden van bestuur van beursgenoteerde bedrijven tegen 2017 voor minstens een derde uit vrouwen bestaan. Kleinere beursgenoteerde ondernemingen kregen uitstel tot 2019.

### Nederland
Het percentage vrouwelijke topbestuurders wordt jaarlijks bepaald door Prof. dr. Mijntje Lückerath-Rovers in een rapportage over de Dutch Female Board Index. De cijfers daaruit staan in de tabel hieronder. Hieruit blijkt van jaar tot jaar een langzame toename. 
| Jaar | Vrouwelijke topbestuurders | Vrouwelijke commissarissen |
| ---- | -------------------------- | -------------------------- |
| 2015 | ca. 10 %                   | 19,5 %                     |
| 2018 | 12,4 %                     | 18,4 %                     |
| 2019 | 8,5 %                      | 26,8 %                     |
| 2020 | 12,4 %                     | 29,5 %                     |
| 2021 | 13,6 %                     | 33,2 %                     |

In Boek 2 van het Nederlandse Burgerlijk wetboek stond sinds 2013 in artikelen 166 en 276 dat vennootschappen moeten streven naar minimaal 30 procent aan vrouwelijke bestuurders en commissarissen. Volgens artikel 391 lid 7 moet - als dat niet gebeurd is - in het jaarverslag uiteen worden gezet waarom dat niet het geval is en wat eraan gedaan zal worden. Dat streven is echter nog geen formeel vrouwenquotum. De datum waarop het doel van 30% bereikt moet worden was eerst 2013, later is dat verlegd naar 2020. Slechts 1 op de 10 bedrijven voldoet aan de rapportageplicht. In 2020 bereikte Nederland het vooropgestelde percentage van 30% niet.
In 2019 adviseerde de Sociaal-Economische Raad om een verplichtend ‘ingroeiquotum’ in te voeren voor beursgenoteerde bedrijven. Volgens dat advies mag er geen man benoemd worden als de raad van commissarissen van een bedrijf nog niet uit minimaal 30 procent vrouwen bestaat. Volgens de SER werkte het vrijwillige streefcijfer niet en zijn dwingende maatregelen noodzakelijk.
Op 11 februari 2021 stemde de Tweede Kamer in met de invoering van een quotum. Het wetsvoorstel had de volgende inhoud:
- Een quotum van minimaal een derde vrouwen en mannen in de raden van commissarissen van Nederlandse beursgenoteerde vennootschappen. Dit "ingroeiquotum" zal gelden voor nieuwe benoemingen van commissarissen.[21] De Raden van Commissarissen mogen slechts leden van het ondervertegenwoordigde geslacht toelaten, totdat het aantal van minimaal een derde van elk geslacht in de Raad van Commissarissen zitting heeft genomen.[22]
- Grote vennootschappen moeten passende en ambitieuze streefcijfers op gaan stellen en jaarlijks rapporteren over de voortgang.

Deze wet zou acht jaar geldig moeten blijven. Op 28 september 2021 is het wetsvoorstel in de Eerste Kamer aangenomen, en op 1 januari 2022 is de wet in werking getreden.

### Duitsland
In Duitsland geldt vanaf 2016 wetgeving voor een vrouwenquotum. De wet eist van honderd grote bedrijven op de Duitse DAX-index dat zij vanaf 2016 ten minste 30% vrouwen op topposities benoemen. Bedrijven die niet aan het quotum voldoen mogen geen mannen aannemen op hoge functies. Daarnaast verplicht de Duitse wetgeving 3.500 bedrijven om zelf doelstellingen te formuleren voor het aandeel vrouwen in de top van de bedrijven.
De Duitse wet kwam na lange politieke strijd tot stand, die uiteindelijk is gewonnen door de Minister voor Familie- en Vrouwenzaken Manuela Schwesig en minister van Justitie Heiko Maas, beiden van de sociaaldemocratische SPD.

### Overige Europese landen
Noorwegen was het eerste Europese land dat vrouwenquota voor bestuurders verplicht stelde, gevolgd door Spanje, Frankrijk en IJsland, die allemaal een minimumquotum stelden van 40%. Italië heeft een quotum van 1/3.
Door het vrouwenquotum in Noorwegen steeg het aandeel van vrouwen in de top van bedrijven van 22% naar 42%.

### Azië
In India bepaalde de Securities and Exchange Board in 2014 dat elk beursgenoteerd bedrijf ten minste één vrouw tot de Raad van bestuur moest toelaten. Bedrijven die zich hier niet aan hielden konden een straf van SEBI verwachten, bijvoorbeeld opschorting van de handel, bevriezing van aandelen of een boete van 250 miljoen roepies (3,7 miljoen euro). Volgens analisten zouden veel bedrijven kort voor de deadline vrouwelijke familieleden hebben aangesteld. Zo'n 12% is de afspraak helemaal niet nagekomen.

### Zuid-Amerika
In Argentinië bestaat sinds 1991 een vrouwenquotum voor politieke partijen, met als doel meer vrouwen in de regering te krijgen. Sinds 1991 hebben elf andere Zuid-Amerikaanse landen dit voorbeeld gevolgd.